# Kerk van Midlum (Reiderland)
De Kerk van Midlum (Midlumer Kirche) is de hervormde kerk van het Oost-Friese dorp Midlum in het Reiderland (Nedersaksen). Het kerkgebouw werd als een zaalkerk in de eerste helft van de 13e eeuw gebouwd. Van de toren, die vermoedelijk rond 1300 werd gebouwd, wordt gezegd dat het de scheefste toren ter wereld is.

## Beschrijving
Het kerkgebouw is centraal gelegen in het dorp en kent een oostelijke oriëntatie. De oostelijke apsis van de kerk heeft nog de drie kleine rondboogramen uit de romaanse tijd. In de zuidelijke muur van de apsis bleef ook een hagioscoop bewaard. Bij een verbouwing van de kerk in 1840 ging echter de gewelfde koepel van de apsis verloren. Toen werd ook de westelijke gevel geheel nieuw opgetrokken. Aan het ongelijke metselwerk in de muren valt duidelijk af te lezen dat in de noordelijke en zuidelijke muur drie oude romaanse rondboogramen eerst in grotere gotische ramen veranderd zijn en later, mogelijk in de barokke tijd, gedeeltelijk weer werden dichtgemetseld en door de huidige vier rondboogramen vervangen werden. Ook de dichtgemetselde portalen in de lengtemuren zijn nog herkenbaar. Onder de dakrand bleven nog resten van een oud fries bewaard. Op het zadeldak van de kerk bevindt zich op de westelijke kant een dakruitertje, waarin een uurklok hangt.

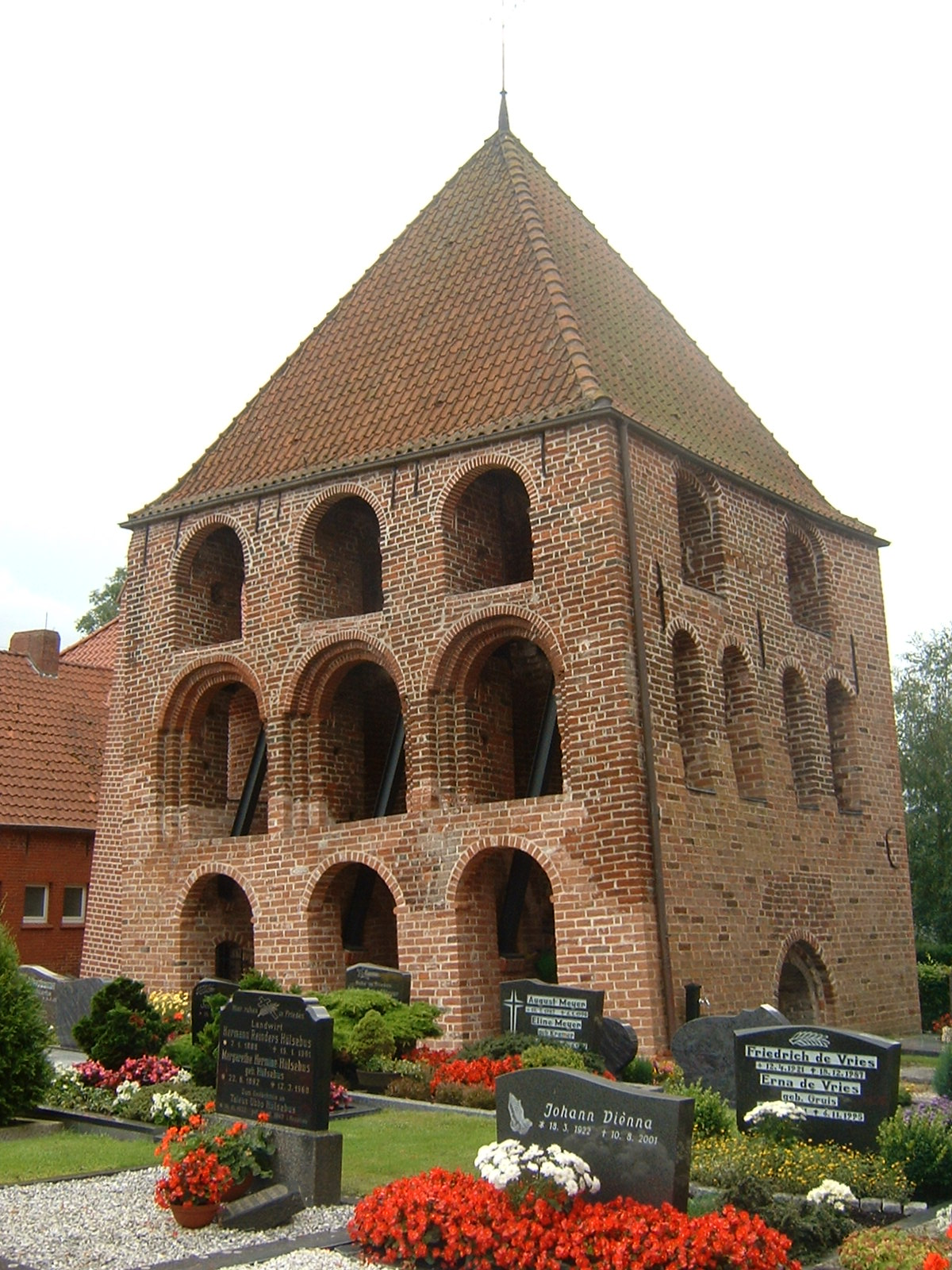
Kerktoren

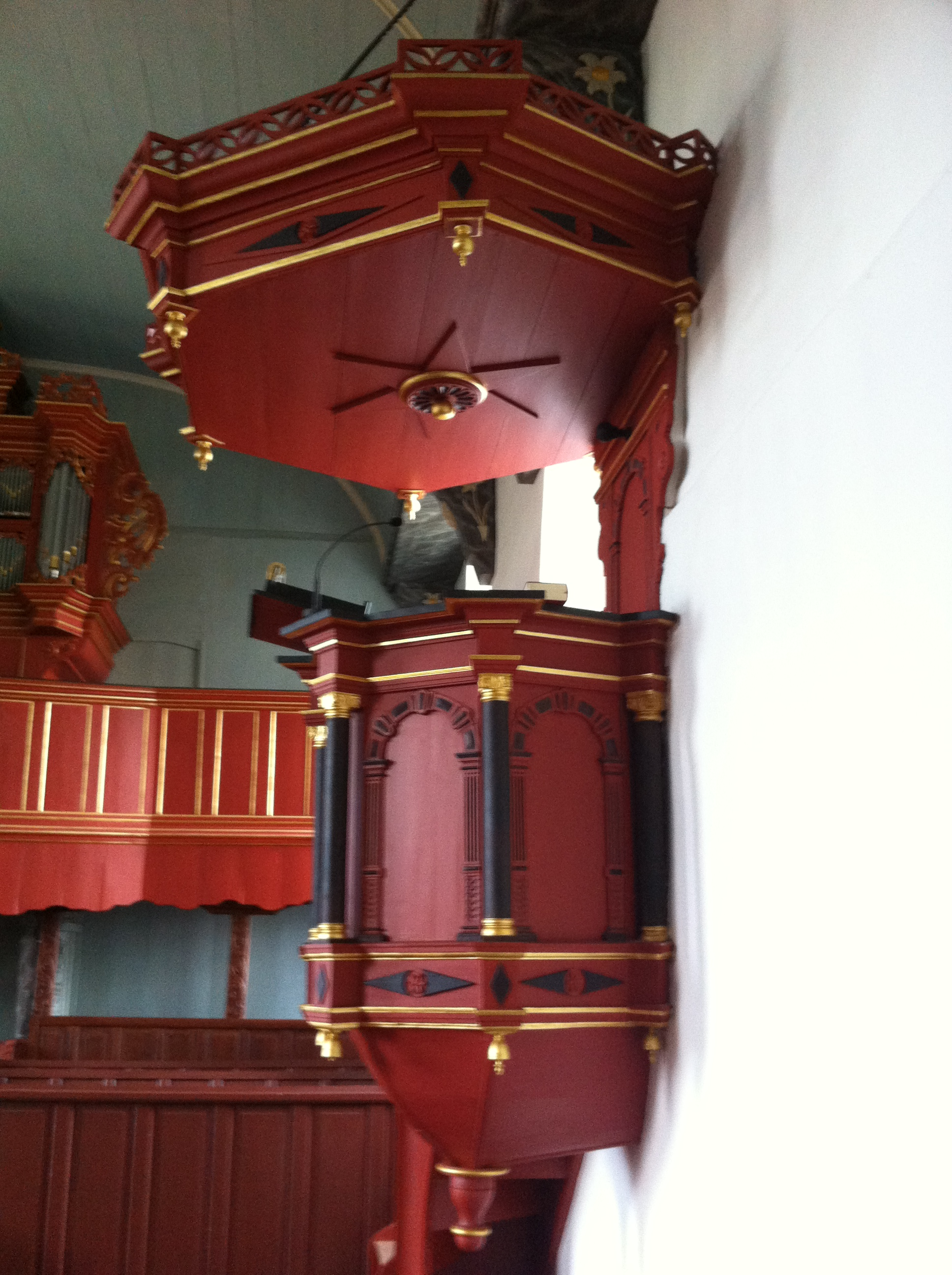
Preekstoel

## Klokkentoren
Opvallend is de vrijstaande en drie verdiepingen tellende klokkentoren met de grote arcaden die als galmgaten fungeren. De toren hangt 6,74 graden uit het lood en daarmee zou de klokkentoren van Midlum de scheefste toren ter wereld zijn. Het bouwwerk hangt dus meer uit het lood dan de hervormde kerk van Suurhusen, maar omdat de Midlumer toren niet aanmerkelijk hoger is (14 meter) dan breed en lang (7,30 × 9,00 meter), is het eigenlijk geen echte toren.
De gedrongen toren werd vermoedelijk omstreeks 1300 gebouwd. Omdat de toren al tijdens de bouw wegens de slechte ondergrond begon te verzakken, heeft men geprobeerd de muren te corrigeren. In de 18e eeuw werd het onderste deel van de toren dichtgemetseld, hetgeen bij de restauratie in de jaren 1999-2002 ongedaan werd gemaakt. Er zijn nog resten van een trap op het zuiden bewaard gebleven. De oorspronkelijke ingang was 2,80 meter hoog, maar tegenwoordig is die bijna een meter lager. De middelste rij arcaden in de lengtezijden wijken af van de andere rondbogen en zijn tweeledig geprofileerd. Het piramidedak is niet meer oorspronkelijk.
Mogelijk heeft de Midlumer toren model gestaan voor het zegel van Reiderland uit het jaar 1276, dat een drie verdiepingen tellend bouwwerk met arcaden laat zien. De grote klok in de toren werd in 1796 en de kleine in 1961 gegoten.

## Interieur
In 1840 werd het houten tongewelf ingebracht, dat oorspronkelijk blauw geschilderd was en voorzien is van consoles met bloemmotieven. Het oostelijke deel wordt door een houten wand van de kerk afgescheiden en dient als koor, waar  een balkenplafond de afsluiting vormt.
Het wapen aan de westelijke kant van de noordelijke muur is van de predikant Johann Rosendahl, die hier van 1595 tot 1612 diende. In de vloer van de apsis liggen drie grafzerken uit de 17e en 18e eeuw. Aan de oostelijke muur werd tegelijkertijd met het eerdergenoemde wapen van Johann Rosendahl en een bloemvaas in 1999 bij een renovatie het latijnse opschrift Textus non fallit; multos speciosa fefilit Glossa. Dei verbo nitere hutus eris (De Schrift spreekt geen onwaarheid. Aardse kunstschriften hebben velen reeds bedrogen. Houdt u aan Gods Woord, dan bent u verzekerd) blootgelegd.
Tot het vasa sacra wordt een kelk uit 1643 gerekend, die door de predikant Gerhard Themann werd geschonken. hij schonk ook de houten kansel aan de zuidelijke muur, die in de 18e eeuw vernieuwd werd. Voorts schonk de gemeente in 1836 en 1851 twee schalen. Twee tinnen schalen, een kan en een doopschaal werden in de 19e eeuw of 20e eeuwen aangeschaft.
In het jaar dat het orgel werd gebouwd werden twee rijke versierde loges onder de galerij ingebouwd.

## Orgel

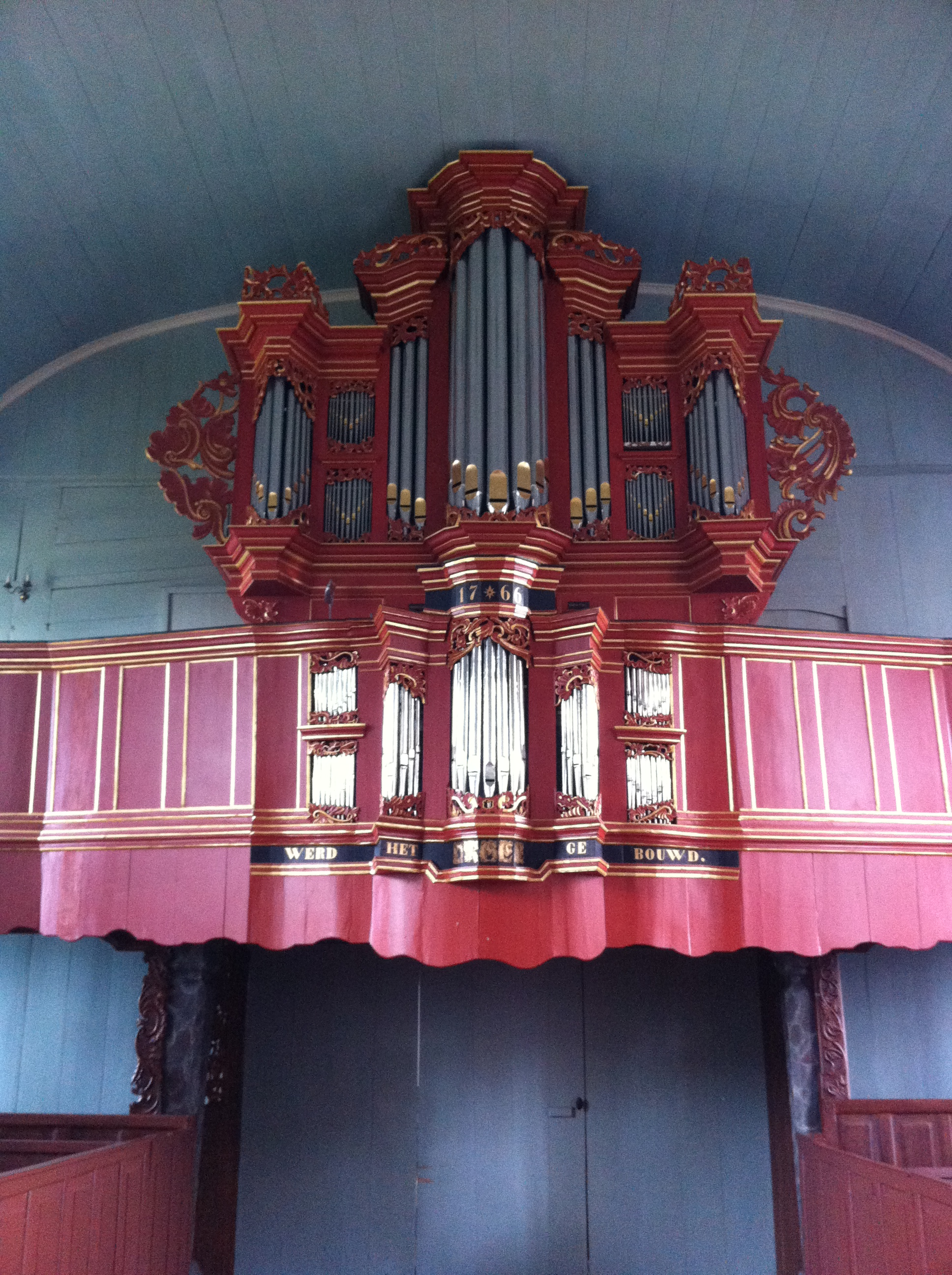
Orgel

Volgens het Nederlandstalige opschrift aan het instrument is het orgel in 1766 gebouwd. De orgelbouwer was Hinrich Just Müller, die net als in de Johannes de Doperkerk (Engerhafe) naar een idee van Arp Schnitger voor de sier een loos rugpositief aan de borstwering van de galerij liet plaatsen. Het orgel bezit negen registers en een aangehangen pedaal en bleef grotendeels in de oorspronkelijke staat bewaard. In 1893 verving Johann Diepenbrock de klaviatuur en de mixtuur door een gamba 8' en bouwde in de plaats van de keilbalg een magazijnbalg in. In de jaren 1986-1988 verzorgde de Krummhörner Orgelmakerij een renovatie van het orgel.
De dispositie luidt als volgt: 
| Manuaal C–c3 |    |     |
| Principaal   | 8′ | M   |
| Gedekt       | 8′ | M   |
| Quintadeen   | 8′ | M   |
| Octaaf       | 4′ | M   |
| Spitsfluit   | 4′ | M   |
| Quint        | 3′ | M   |
| Woudfluit    | 2′ | M   |
| Mixtuur IV   |    | R   |
| Trompet B/D  | 8′ | M/R |

M = Müller (1766)
R = Reconstructie (1986-88)
Opmerkingen
1. ↑  Onderste octaaf gereconstrueerd
2. ↑  stevel origineel, beker gereconstrueerd.

- Tractuur:
  - Speeltractuur: mechanisch
  - Registertractuur: mechanisch
- Windverzorging:
  - Magazijnbalg (19e eeuw)
  - Winddruk: 68 mmWS
- Stemming:
  - 1/2 toon over a1= 440 Hz
  - Welgetempereerde stemming (1/5 Komma)